# Société de Courcelles-lez-Lens
La Société de Courcelles-lez-Lens est une compagnie minière qui a exploité la houille à Courcelles-lès-Lens dans le bassin minier du Nord-Pas-de-Calais. Elle est créée par les actionnaires de la Société du Midi de l'Escarpelle le 12 juin 1869.
Les travaux de fonçage de la fosse no 1 sont continués. En 1875, Abel Lebreton intente un procès contre la société, il souhaite conserver ses avantages d'administrateur. La Cour de Douai, sur appel de la Société, rend, le 13 juillet 1877, un arrêt qui confirme la révocation du sieur Lebreton, et, de plus, annule, comme résultant d'un apport purement fictif, sa prétention à 7 % des bénéfices. Le 18 septembre 1877, un décret accorde à la Compagnie de Courcelles-lez-Lens une concession de 440 hectares, entre les concessions de l'Escarpelle, d'Aniche et de Dourges.
La fosse est mise en service en 1877, elle produit cette année-là 978 tonnes, puis 2 578 tonnes en 1878, 11 051 tonnes en 1879 et 18 471 tonnes en 1880, soit un total de 33 082 tonnes. Le 30 avril 1880, la Société de Courcelles-lez-Lens obtient une extension de concession de 722 hectares, ce qui porte la superficie de sa concession à 1 162 hectares. Cette année-là, la Compagnie des mines de l'Escarpelle rachète la société et sa fosse, qui devient son puits no 7.

## Nouvel acte de Société
Les procès avec le sieur Lebreton et la suspension des travaux, ont placé la Société du Couchant d'Aniche dans une situation critique. Pour sauver les épaves de l'entreprise, les actionnaires ont tenu plusieurs assemblées générales, et dans celle du 14 octobre 1868, ils ont cru pouvoir modifier leurs statuts originaires et changer le nom de la Société qui a pris la dénomination de Compagnie de Courcelles-lez-Lens. Ces modifications ont été réalisées par acte notarié du 12 juin 1869. Dans cet acte, tous les avantages que s'était réservés le sieur Lebreton dans le contrat constitutif du 29 octobre 1869, ont été supprimés.

## Nouveau procès avec le sieur Lebreton
La Compagnie de Courcelles, ainsi reconstituée, a poursuivi ses travaux, et elle se croit parfaitement en règle vis-à-vis du sieur Lebreton, lorsque celui-ci lui intente, en 1875, une action en demande de nullité de l'acte du 12 juin 1869, et de rétablissement des avantages stipulés en sa faveur dans l'acte primitif de la Société du Couchant d'Aniche, notamment des droits à 7 % dans les bénéfices.
Un jugement du tribunal de Béthune en date du 10 décembre 1875, confirmé par un arrêt de la Cour d'appel de Douai du 22 juillet 1876, déclare que c'était à tort et en excédant ses pouvoirs, que l'assemblée générale du 14 octobre 1868 a apporté des modifications aux statuts et changé la dénomination de la Société, et annule l'acte modificatif du 12 juin 1869.
La Société reprend la dénomination de Société du Couchant d'Aniche, et continue ses opérations sous le régime des statuts primitifs. Mais en même temps elle poursuit devant les tribunaux la révocation du sieur Lebreton de ses fonctions de directeur et d'administrateur, un second jugement rendu par le tribunal de Béthune le 2 mars 1877 donne gain de cause à la Société sur une partie de ses demandes. Ce jugement retire au sieur Lebreton ses fonctions de directeur des travaux et d'administrateur, mais il maintient ce dernier dans les droits à 7 % des bénéfices que lui ont conférés les statuts du 29 octobre 1869. Sur appel de la Société, la Cour de Douai rend, le 13 juillet 1877, un arrêt qui confirme la révocation du sieur Lebreton, et, de plus, annule, comme résultant d'un apport purement fictif, sa prétention à 7 % des bénéfices.

## Statuts
Par suite de ces derniers jugements et arrêts, la Société se retrouve replacée sous le régime des statuts primitifs du 21 octobre 1863, mais avec cette différence que tous les droits quelconques du sieur Lebreton en sont régulièrement supprimés. Ces statuts sont coordonnés en conséquence dans une assemblée générale tenue le 15 octobre 1878, et ils régissent la Société. En voici l'analyse : 
La Société a pour objet la recherche et l'exploitation de la houille sur les terrains de Lambres, Esquerchin... à l'ouest de la concession d'Aniche. Elle a été constituée sous le nom de Compagnie Houillère du couchant de la concession d'Aniche. Le décret de concession du 18 septembre 1877 ayant donné à la concession le nom de « Concession de Courcelles-lez-Lens », la Compagnie prend la dénomination de « Compagnie des Mines de Courcelles-lez-Lens. » Le siège de la Société est à Paris. Par suite de la souscription des 500 premières actions, la Société a été définitivement constituée.
Déclaration du 14 octobre 1878 du président du conseil d'administration devant Maître Lefebvre et son collègue, Notaires à Lille.

« Le capital social est fixé à quatre millions, représentés par 4 000 actions de 1 000 francs. Le Conseil d'administration déterminera le nombre, les époques et le taux des émissions, selon les besoins de la Société. Les actions sont nominatives. Le conseil d'administration est composé de sept membres, qui doivent posséder chacun au moins vingt actions. Le Conseil se renouvelle par septième tous les ans. Les membres sont nommés par l'assemblée générale. Les pouvoirs du Conseil sont très étendus. L'assemblée générale se compose de tous les actionnaires possédant au moins cinq actions ; chaque membre aura autant de voix qu'il aura autant de fois cinq actions. L'Assemblée générale se réunit le premier lundi du mois de septembre de chaque année, au siège de la Société. Un Conseil de surveillance de trois membres est nommé par l'assemblée générale. Le 15 juillet de chaque année, les écritures seront arrêtées et l'inventaire dressé par les soins du Conseil d'administration. Il sera créé un fonds de réserve qui ne pourra dépasser 300 000 francs, et qui sera procuré par la retenue d'un dixième au maximum du bénéfice net de chaque année, après la répartition de 5 % du capital émis. Sur la retenue qui sera faite pour le fonds de réserve, 2 % de ce même bénéfice net seront distraits et serviront à former une caisse de secours en faveur des ouvriers employés par la Société. »

## Concession

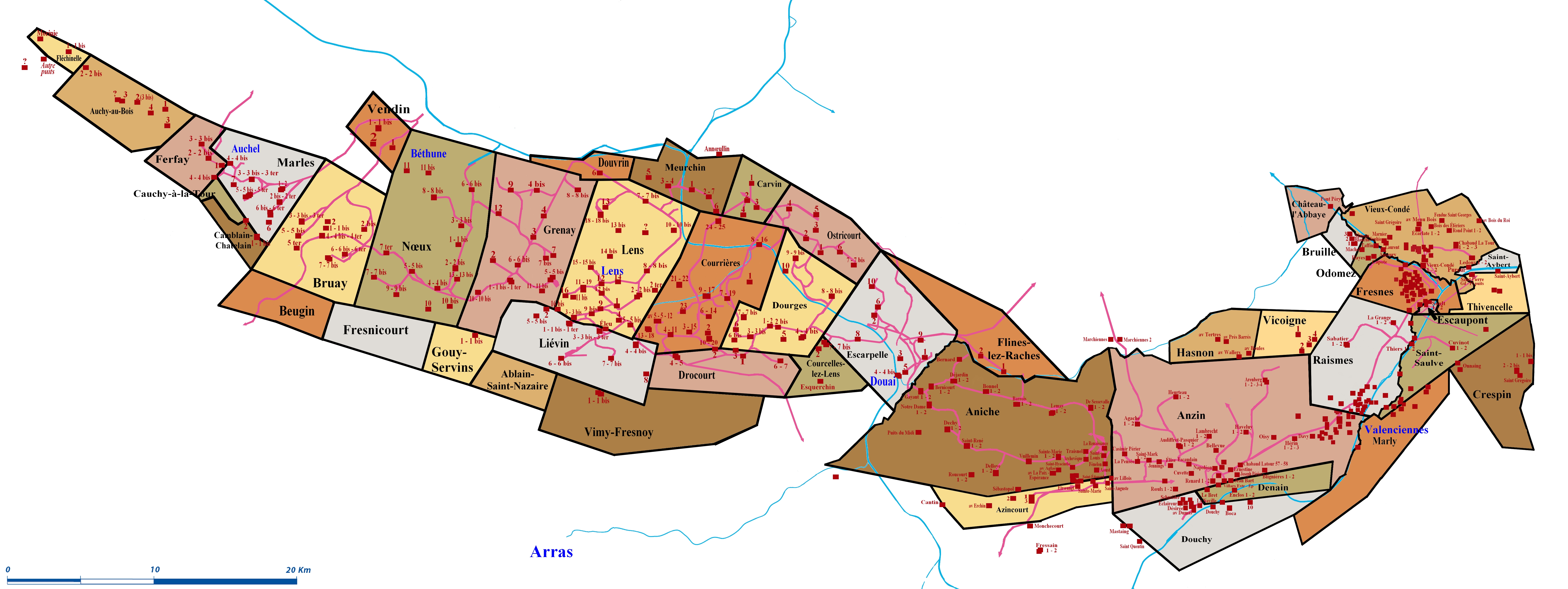
La concession de Courcelles-lez-Lens parmi celles du bassin minier hors Boulonnais.

Le 31 janvier 1863, la Société du Midi de l'Escarpelle formule une demande de concession. Cette demande est instruite conformément à la loi, mais sur les conclusions du Conseil général des Mines, elle est rejetée, par le motif que le terrain reconnu ne présente qu'un petit espace de trente hectares, insuffisant pour instituer une concession. Le 22 janvier 1874, la Compagnie de Courcelles-lez-Lens adresse à l'administration une demande de concession sur 512 hectares 60 ares, qui a été mise aux affiches. Le sieur Lebreton-Dulier fait pour son compte personnel opposition à cette demande, prétendant avoir des droits antérieurs par la découverte du terrain houiller, au sondage no 1 du Midi de l'Escarpelle (no 266), et formule une demande concurrente qui a été mise aux affiches le 21 mai 1875. Pour appuyer sa prétention, il interjette appel du jugement du 9 avril 1869, qui avait déclaré que les droits de l'ancienne Société du Midi de l'Escarpelle n'étaient pas sa propriété ; mais la Cour de Paris le débouta par un arrêt du 14 mai 1875.
De son côté, la Compagnie de l'Escarpelle renouvelle l'opposition qu'elle a faite en 1863 à l'établissement d'une concession au sud de la sienne, et demande, à titre d'extension, la portion de terrain dans laquelle a été constatée la formation houillère.
Un décret du 18 septembre 1877 tranche la question en faveur de la Compagnie de Courcelles-lez-Lens et lui accorde une concession de 440 hectares. À la suite de la rencontre du terrain houiller dans son sondage (no 139) de Beaumont à 450 mètres de profondeur, en dessous du terrain dévonien, la Compagnie de Courcelles a obtenu une extension à sa concession, par décret du 30 avril 1880, de 722 hectares. La superficie de la concession est de 1 162 hectares.

## Fosse de Courcelles

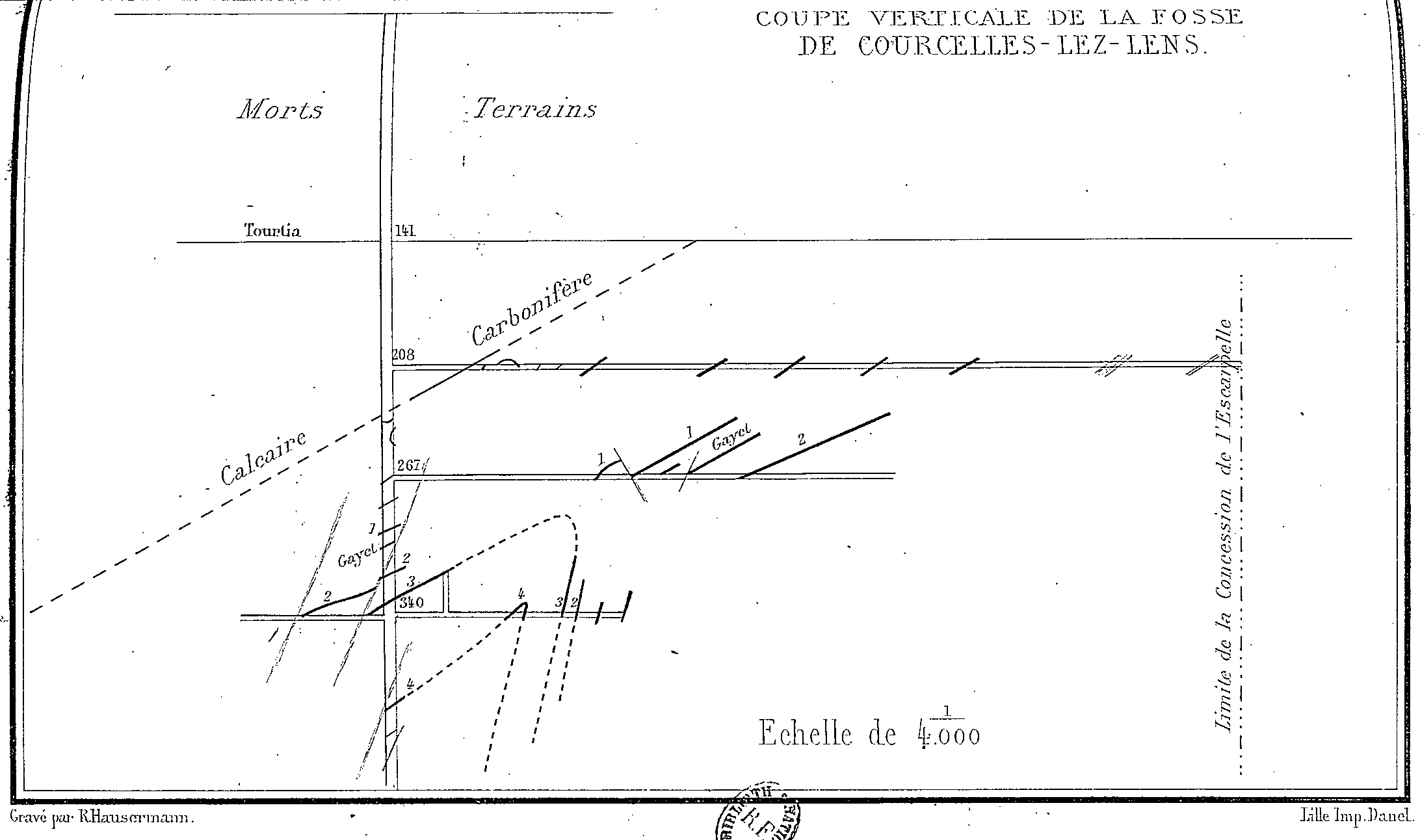
Coupe verticale des travaux de la fosse.

La Compagnie du Midi de l'Escarpelle a ouvert en octobre 1861 une fosse (50° 24′ 37″ N, 3° 00′ 50″ E) à Courcelles-lès-Lens, près du sondage no 1 (no 266), lequel a traversé deux veinules de houille. Son approfondissement a été suspendu à 33 mètres lors du procès de 1862 qui a été suivi de la liquidation de la Société. En 1867, le sieur Lebreton qui s'est rendu acquéreur des biens de la Compagnie du Midi de l'Escarpelle, les apporte à la Compagnie du Couchant d'Aniche qu'il a fondée dès 1863. Cette Société reprend le creusement de la fosse de Courcelles, et la pousse jusqu'à 43,15 mètres. À cette profondeur, les travaux y sont de nouveau suspendus, en 1868, à la suite de nouvelles contestations avec le sieur Lebreton.
La Société qui vient de prendre la dénomination de Compagnie de Courcelles-lez-Lens, s'occupe en 1869 de poursuivre le creusement de la fosse de Courcelles, et conduit ce travail à bien. En dessous du tourtia, à 141 mètres, on atteint le calcaire que l'on suivit jusqu'à la profondeur de 240 mètres environ, puis on pénètre dans le terrain houiller.
Un accrochage a été pratiqué à 208 mètres, c'est-à-dire, dans le calcaire, et une bowette au nord ouverte à ce niveau rencontre le terrain houiller à 45 mètres du puits. Elle a été poussée jusqu'à 415 mètres et traverse de nombreuses veinules et sept couches de houille grasse, tenant de 27 à 28 % de matières volatiles. Une descenderie pratiquée au même niveau sous le calcaire est suivie sur une assez grande longueur et elle démontre que le terrain houiller s'enfonce régulièrement sous le calcaire, suivant une ligne de séparation des deux formations inclinée à 28°. À la suite de cette constatation, l'approfondissement est continué, et deux étages d'exploitation ouverts à 267 et à 340 mètres. On est arrivé au 1er février 1881 à 408 mètres de profondeur, et un quatrième accrochage a été ouvert à 450 mètres environ. Les terrains traversés dans l'approfondissement et ceux recoupés par la bowette nord de 340 mètres sont riches en empreintes, réguliers, mais fortement inclinés, à 85° environ.
Les travaux pratiqués dans les couches sont à cette époque peu développés, ils ont fourni cependant une certaine quantité de houille, 978 tonnes en 1877, 2 578 tonnes en 1878, 11 051 tonnes en 1879 et 18 471 tonnes en 1880, soit un total de 33 082 tonnes.
La fosse de Courcelles est grandement installée avec un puits de 4,10 mètres de diamètre, un guidage en chêne de quatorze à seize centimètres, un goyau solide. La machine d'extraction a deux cylindres horizontaux de 90 centimètres de diamètre et 1,90 mètre de course, à détente Corliss variable à la main, et peut développer 500 chevaux de force. Le ventilateur Guibal a 7,50 mètres de diamètre.

## Gisement

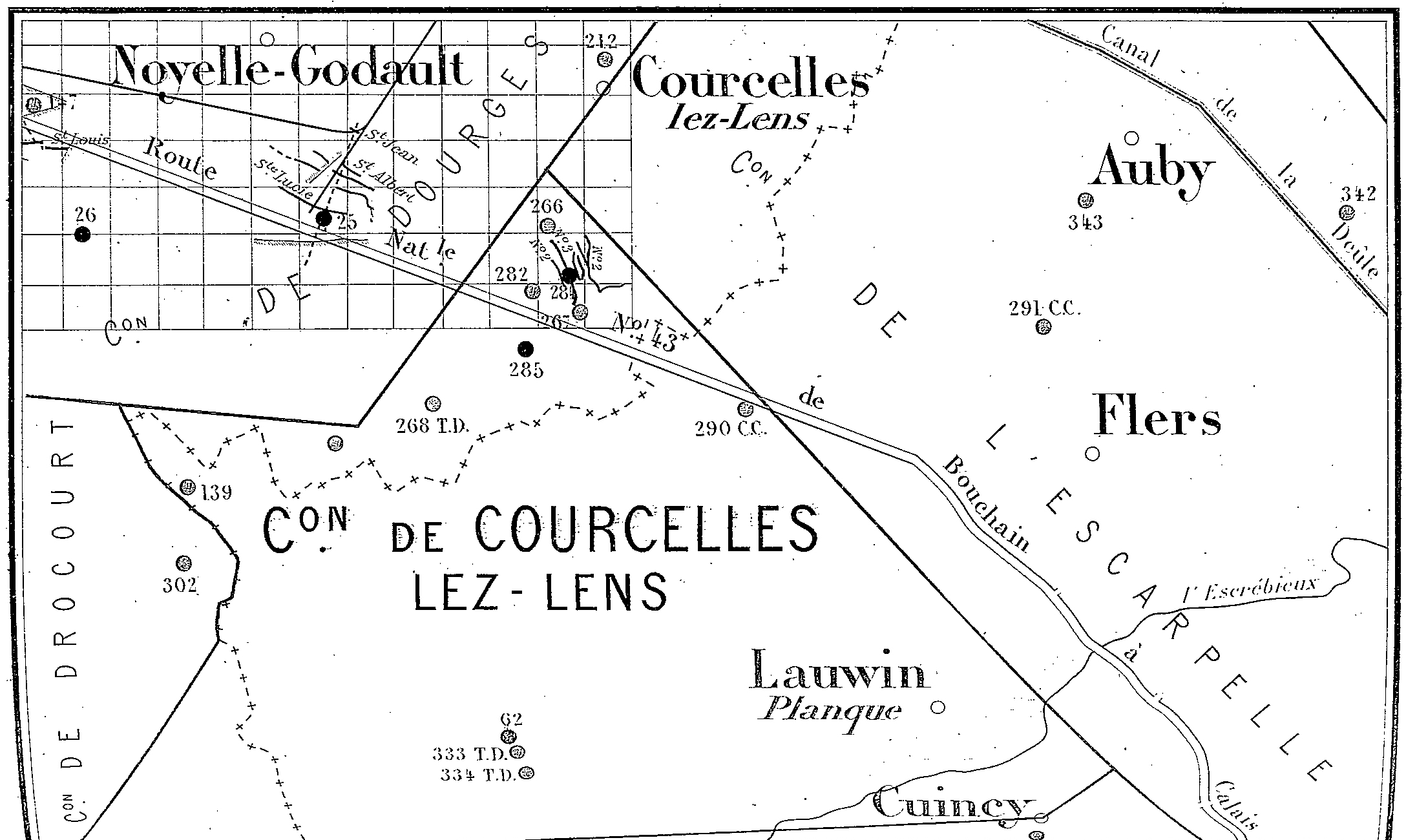
État des travaux vers 1880.

La fosse de Courcelles est située dans un angle rentrant formé par les limites des concessions de l'Escarpelle et de Dourges, et à 420 mètres environ au midi de la limite de l'Escarpelle. Un sondage no 1 situé de dix à quinze mètres de cette limite, a rencontré sous le tourtia, le terrain houiller et la houille.
La fosse, placée à 400 mètres environ au sud-est de ce sondage, est tombée sous le tourtia à 141 mètres, sur le calcaire carbonifère ou dévonien. Elle y a pénétré jusqu'à 240 mètres environ avant d'atteindre le terrain houiller, qui est donc recouvert sur ce point par une épaisseur de 99 mètres de terrain appartenant à une formation géologique plus ancienne que le terrain houiller. Une descenderie a montré que le terrain houiller se poursuit et s'enfonce au sud assez loin sous le calcaire, et que la ligne séparative des deux formations est inclinée vers le sud d'environ 28°.
Ce fait anormal a déjà été constaté d'abord à la fosse d'Étrœungt des mines d'Azincourt en 1841, puis à la fosse de Cauchy-à-la-Tour en 1859, et plus tard par la fosse no 3 d'Auchy-au-Bois. Mais c'est à la fosse de Courcelles que ce phénomène a été constaté plus complètement, non seulement par la traversée dans le puits du calcaire ancien sur une hauteur de 99 mètres, mais encore par la descenderie pratiquée sur une assez grande longueur à la séparation du calcaire et du terrain houiller.
Depuis lors, un grand nombre de sondages exécutés dans ces dernières années, sur la lisière méridionale du bassin houiller, ont mis en évidence le recouvrement, sur une grande épaisseur, du terrain houiller par une formation plus ancienne, calcaire carbonifère ou terrain dévonien. Ainsi :
Le sondage d'Aix-Noulette no 229, a atteint le terrain houiller à 407,48 mètres après avoir traversé 258,88 mètres de terrain dévonien. Le sondage de Ferfay, no 906, a recoupé le terrain houiller, après avoir traversé des calcaires, des schistes et grès dévonien. Le sondage de Méricourt, no 134, a traversé 291 mètres de terrain dévonien avant d'atteindre le terrain houiller à 441,50 mètres. Le sondage de Drocourt, no 135, a atteint le terrain houiller à 361,75 mètres, après avoir traversé 232,75 mètres de terrain dévonien.
L'explication la plus accréditée et la plus plausible de ce fait anormal consiste à admettre une grande faille qui a soulevé les formations anciennes et les a fait glisser suivant un plan incliné, généralement de 30° environ, sur la formation houillère restée en place, ou refoulée elle-même sur une étendue plus ou moins grande.

## Émission des actions
Sur les 4 000 actions de 1 000 francs formant le capital social, il a été émis en 1868 par la Compagnie du Couchant d'Aniche, d'après le rapport de l'expert 1 109 actions, soit 423 actions, dites de fondation, première série, émises à 125 francs, et ayant produit 52 800 francs, 407 actions, dites de demi-fondation, deuxième série, émises à 250 francs, et ayant produit 101 150 francs, 279 actions, troisième série, émises à mille francs et ayant produit 94 150 francs. Ces 1 109 actions ont produit 249 300 francs.
Le 18 décembre 1877, date du décret de concession, le nombre total des actions émises est de 2 000. Il a donc été placé de 1868 à 1877 par la Compagnie de Courcelles-lez-Lens 891 actions. Après la publication du décret de concession, il a été émis un emprunt d'un million pour l'exécution des travaux. En avril 1879, le produit de cet emprunt est épuisé, puisque la Société a mis en souscription, réservée en priorité aux actionnaires et au taux de 600 francs, 500 actions.
Enfin le 25 juin 1880, le conseil d'administration informe les actionnaires qu'il va être fait, sur les 1 500 actions restant à la souche, au fur et à mesure des besoins, une émission qui n'excéderait pas 500 actions, au prix de mille francs l'une, payables moitié en souscrivant et moitié six mois après. Il n'a été souscrit que 71 actions. Le total des actions émises est de 2 571 actions, il reste à la souche 1 429 actions, soit un ensemble de 4 000 actions.

## Valeur des actions
À la fin de Mars 1875, les actions de Courcelles sont cotées à la Bourse de Lille 1 400 francs. Elles montent tout d'un coup, en avril à 1 700 francs et en août à 1 800 francs. En janvier 1877, elles sont cotées à 850 francs et le 2 septembre de la même année à 800 francs. En Octobre 1878, elles ne sont plus qu'à 700 francs et en février 1879, qu'à 600 francs.
En Avril 1879, il est émis 500 actions à 600 francs, et le 1er février 1880, elles ne sont encore cotées qu'à 680 francs. Mais en décembre 1880, il est émis 711 actions nouvelles à 1 000 francs moins l'escompte, soit 987,50 francs. En décembre, la cote est de 990 francs.

## Emprunts
L'émission des premières actions, faite à 125 et 250 fr, et un certain nombre à des prix un peu supérieurs, n'avait fait entrer dans la caisse de la Société que de faibles ressources, insuffisantes pour le creusement de la fosse. Aussi avait-on dû recourir aux emprunts. C'est ainsi que l'assemblée générale du 24 janvier 1870 décidait l'émission d'Obligations de 500 fr. et celle du 29 juillet 1872, l'émission d'Obligations de 1,000fr., sans que l'on puisse donner les chiffres de ces émissions.
En 1877, après l'obtention de la concession, il fut contracté un emprunt de 1,000,000 fr. par l'émission de 2,000 obligations de 500 fr., rapportant 6 % ou 30 fr. d'intérêt annuel, remboursables à 540 fr. en 25 années à partir du 15 janvier 1883, ou avant cette date, au choix de la Compagnie, mais alors à 520 fr. Ces Obligations furent souscrites avec empressement, notamment par les forts actionnaires de Roubaix.

## Dépenses

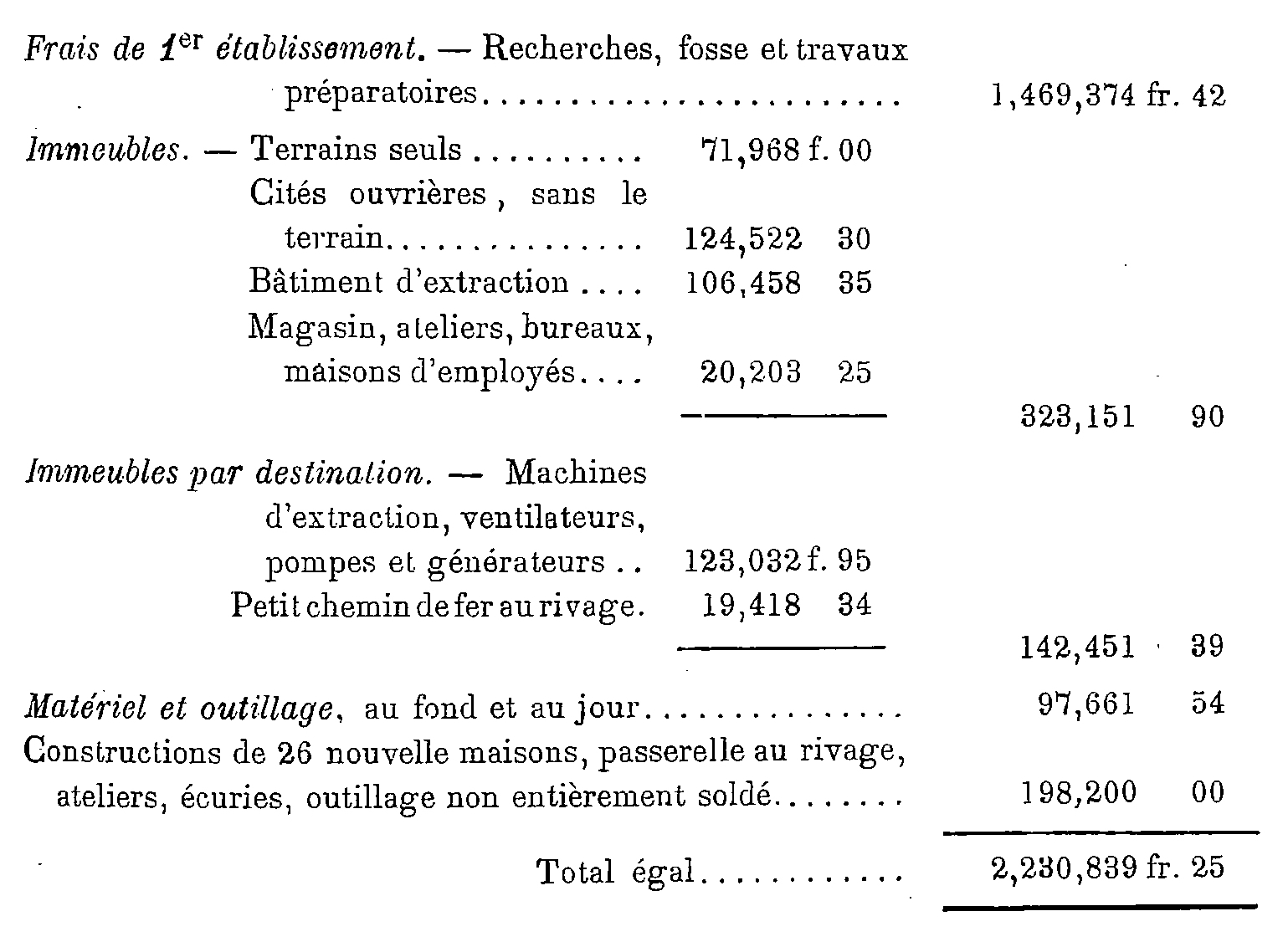
Détail des dépenses générales.

La Société de recherches du Midi de l'Escarpelle a formé un capital de 63 000 francs qui est entièrement dépensé lors de sa constitution en 1859 en Société d'exploitation. Cette dernière, ainsi qu'il a été dit, dépense en continuation de recherches et en travaux préparatoires, environ 250 000 francs. La Société du Couchant d'Aniche, qui succède à la Compagnie du Midi de l'Escarpelle, et qui est devenue la Compagnie des Mines de Courcelles, a dépensé depuis l'origine jusqu'au 31 décembre 1880 (approvisionnements de magasin et fonds de roulement non compris) 2 230 839,25 francs, soit un total  de 2 543 839,25 francs pour les dépenses effectuées à ce jour dans la concession de Courcelles-lez-Lens.
Le détail des dépenses de la Société actuelle comprend :

## Chemin de fer
Dès que la fosse de Courcelles commence à produire une certaine quantité de houille, la Compagnie établit, en mai 1879, un chemin de fer à petite section, de 1 800 mètres de longueur pour envoyer ses berlines au canal de la Deûle. Ce chemin a été complété en 1880 par une passerelle en fer sur le canal, sur laquelle les berlines sont élevées par un ascenseur à vapeur. On peut facilement charger, avec les appareils, un bateau par jour.
Depuis 1879, la Compagnie est en instance pour établir sur l'accotement de la route nationale no 23, un chemin de fer à grande section, de quatre kilomètres de longueur, qui reliera sa fosse à la gare d'Hénin-Liétard du chemin de fer du Nord, sur la ligne Lens - Ostricourt. L'instruction de la demande d'autorisation touche à sa fin, et elle paraît favorable à l'exécution de cette ligne qui pourrait être ultérieurement prolongée jusqu'à Douai.

## Maisons d'ouvriers
Dès 1876, la Compagnie de Courcelles possède 48 maisons d'ouvriers. En 1879, elle en a construit vingt-six, soit un ensemble de 74 maisons qui doivent suffire à loger son personnel tout entier.

## Caisse de secours
La Compagnie a institué en 1874 une caisse de secours en faveur de ses ouvriers. Elle est alimentée par une cotisation sur le montant des salaires de 1 % fournie par la Compagnie, et de 3 % par les ouvriers. Les statuts de la Compagnie de Courcelles ont doté cette caisse de secours d'un fonds spécial à prélever sur les bénéfices.
Ainsi l'article 33 des statuts prescrit de prélever sur le bénéfice net de chaque année, c'est-à-dire après la répartition de 5 % d'intérêt aux actions, 2 % pour être versés à la caisse de secours. C'est la première dotation de ce genre qui ait été inscrite dans les statuts des Compagnies houillères du Nord.

## Avenir de la fosseno1
En 1880, la Société de Courcelles-lez-Lens est rachetée par la Compagnie des mines de l'Escarpelle qui en fait son puits no 7. Des coups de grisou interviennent en 1883 et 1885, entraînant respectivement la mort de quatre et dix mineurs. Un puits no 7 bis est commencé sur le carreau en septembre 1902, et commence à produire en février 1906. 
La Compagnie des mines de l'Escarpelle cesse d'exister en 1946, date à laquelle elle est nationalisée. La fosse no 7 - 7 bis fait dès lors partie du Groupe de Douai. Elle cesse d'extraire en 1948, la production remonte alors par la fosse no 8 sise à Auby. Le puits no 7 bis assure le retour d'air de la fosse no 8 jusqu'en 1966, date à laquelle les puits nos 7 et 7 bis, respectivement profonds de 635 et 563 mètres sont remblayés. Au début du XXIe siècle, les têtes de puits nos 7 et 7 bis sont matérialisées par Charbonnages de France, puis sont sous la surveillance du BRGM.